# モンケ (オルドス部)
オルドスのモンケ(モンゴル語: Ордосын Мөнх、中国語: 猛可丞相、? - 1476年)とは、15世紀後半におけるオルドス部部の領侯である。「丞相」と称してボルフ・ジノンに仕えていたが、ベグ・アルスランらによって殺された。

## 概要
1460年代後半、東モンゴルの有力者モーリハイ・オンとモーラン・ハーンが殺されてより、モンゴリアでは有力者を欠いてハーン空位時代が到来していた。そのような中で、エセンのボルジギン氏殺戮を免れたボルフ・ジノンは黄河を渡ってオルドス地方に入り、現地の有力者オロチュ小師と同盟関係を結んだ。ボルフ・ジノン配下のモンケもまた黄河を渡って大同西方に侵攻したため、これを脅威と感じた明朝は大同西方の防備を固めている。
1470年代に入ると、モンゴリアの勢力はボルフ・ジノン、マンドゥールン、ベグ・アルスランという3人の有力者の下に再編成された。成化11年(1475年)にはボルフ・ジノン、マンドゥールン、ベグ・アルスランと連名で「モンケ丞相」が明朝に使者を派遣しており、モンゴリアの有力領侯であった。
成化年間、オルドス地方(河套)に入ったボルフ・ジノン、マンドゥールン、ベグ・アルスラン、オロチュ、そしてモンケ丞相らは頻繁に明朝への侵攻を繰り返し、オルドス地方に隣接する楡林といった都市の被害は増大した。勢力を拡大したボルフ・ジノンとモンケ丞相はオロチュ少師を殺して名実共にオルドス地方の支配者たらんとしたが、オロチュはこの企てを事前に察知して逃れた。
やがて勢力を拡大したベグ・アルスランはボルフ・ジノンをハーンに擁立しようとしたが、ボルフ・ジノンこれを辞退したため、マンドゥールンがベグ・アルスラン支持の下ハーンに即位した。しかしマンドゥールンには男子がいなかったため、早くから次代のハーンをボルフ・ジノンにしようとする動きがあり、このためにボルフ・ジノンとマンドゥールンの関係は悪化した。成化12年(1476年)、マンドゥールンとベグ・アルスランはボルフ・ジノン及びその重臣であるモンケ丞相、マンドゥ知院を襲撃して殺し、その勢力を吸収した。

## モンゴル年代記における記述
モンゴル年代記の一つ、アルタン・トブチには「オルドスのモンケ」と「カダ・ブカ」の二人がモーラン・ハーンとモーリハイ・オンに偽りの報告をしたために両者が殺し合うことになり、モーラン・ハーンがモーリハイ・オンに殺された後にその妃モングチュイが嘆き悲しみこの弑逆の原因はモンケとカダ・ブカにあると歌ったことが記録されている。この「オルドスのモンケ(Ordos-yin Möngke)」は明朝の記す「猛可丞相」と活動時期、所属(オルドス部)が一致するため、同一人物であると考えられている。